# Armstrong Siddeley Cheetah
O Armstrong Siddeley Cheetah foi um motor radial aeronáutico refrigerado a ar de sete cilindros, introduzido em 1935 e fabricado até 1948 pela empresa britânica Armstrong Siddeley Motor Ltd.. As variantes iniciais do motor eram conhecidas como Lynx Major.
O Cheetah foi usado para motorizar vários aviões de treinamento britânicos durante a Segunda Guerra Mundial que incluíam o Avro Anson e o Airspeed Oxford.

## Design e desenvolvimento
O Cheetah foi um desenvolvimento do motor anterior o Lynx, que tinha um acréscimo no diâmetro dos cilindros obtidos do motor Armstrong Siddeley Panther mas que manteve o mesmo curso de pistões do Lynx. Inicialmente foram produzidos somente variantes de motores com condução direta, posteriormente foram produzidos motores com redução. Supercompressores estavam disponíveis nas últimas variantes, ambos direcionados e diretamente movidos pelo virabrequim.
O design do motor manteve-se do início de sua produção em 1935 até a última versão produzida em 1948. Ele foi o primeiro motor de seu tipo a ser certificado para 1200 horas operacionais antes de revisão, com mais de 37,200 exemplares produzidos.

## Variantes
Lista de: Lumsden, Nota:
- Lynx V (Lynx Major)

1930, 230 hp (172 kW)
- Cheetah V

1935, 270 hp (201 kW) @2100 rpm
- Cheetah VA

1935, 285 hp (213 kW) @2425 rpm
- Cheetah VI

1935, 307 hp (229 kW) @2425 rpm
- Cheetah VIA

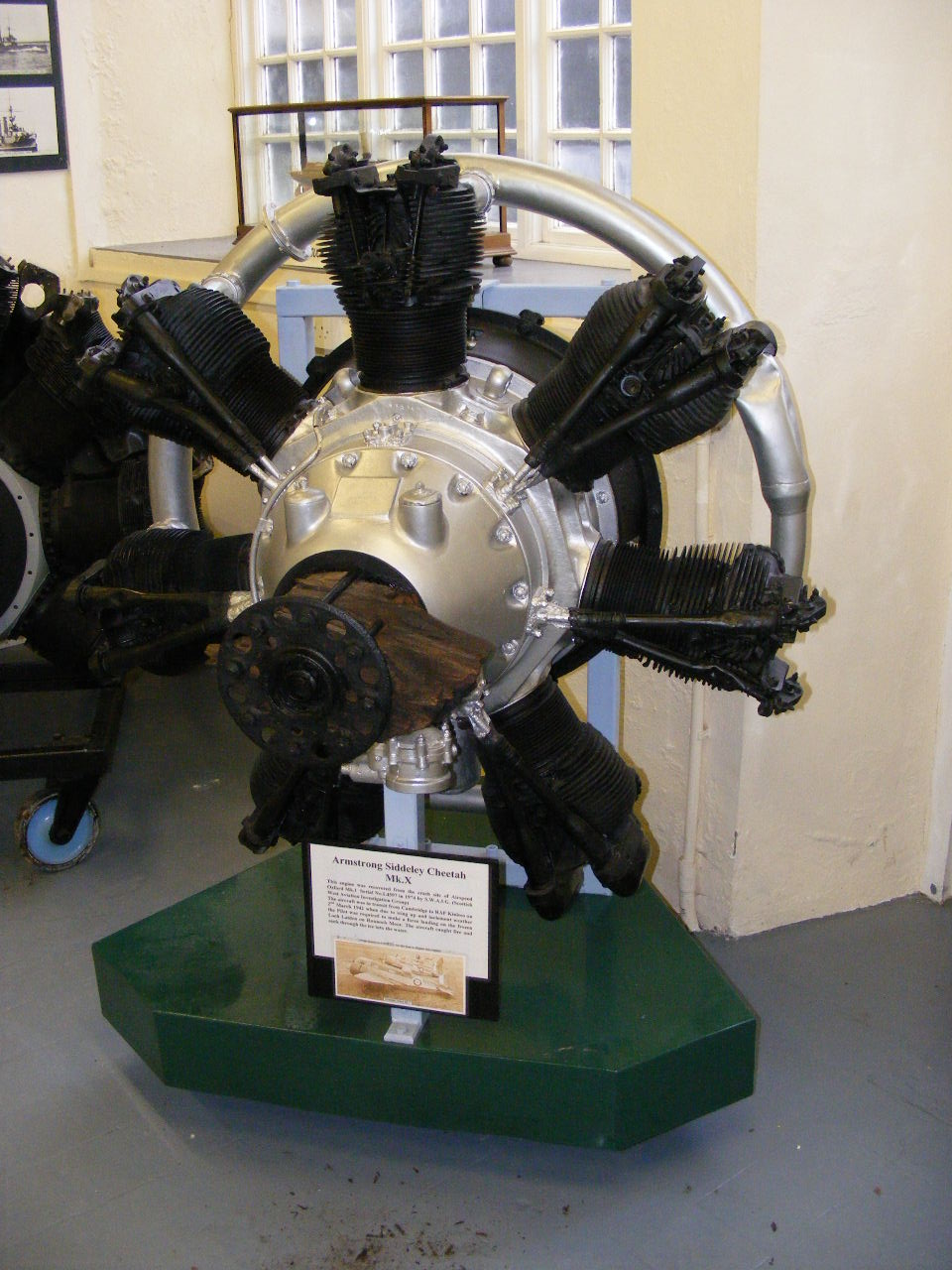
Um motor Cheetah X preservado em museu.

1936, lançado como Mk VI mas com cilindros de Mk IX
- Cheetah IX

1937, 345 hp (257 kW) @2425 rpm
- Cheetah X

1938, 375 hp (280 kW) @2300 rpm
- Cheetah XI

345 hp (257 kW) @2425 rpm, versão engrenada do Cheetah X.
- Cheetah XII

Similar ao Mk X, adaptado para aviões de alvo.
- Cheetah XV

420 hp (313 kW) @2425 rpm
- Cheetah XVII

1948, 385 hp (287 kW) @2425 rpm
- Cheetah XVIII

385 hp (287 kW) @2425 rpm, carburadores modificados para acrobacia aérea
- Cheetah XIX

355 hp (265 kW) @2425 rpm
- Cheetah 25

345 hp (257 kW) @2425 rpm, Cheetah XV melhorado para 475 hp (354 kW), unidade modificada para velocidade constante.
- Cheetah 26

385 hp (287 kW)
- Cheetah 27

1948, 385 hp (287 kW)

## Aplicações

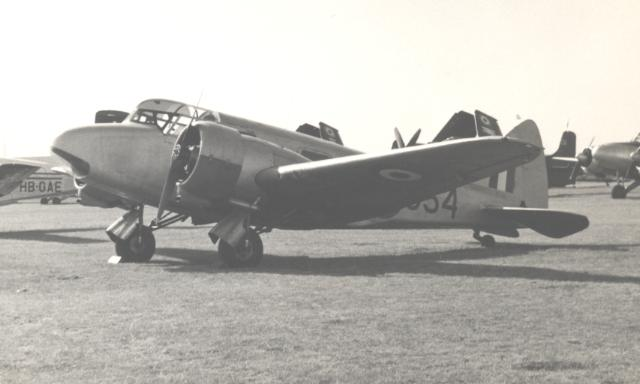
Airspeed Oxford utilizador do motor Cheetah.

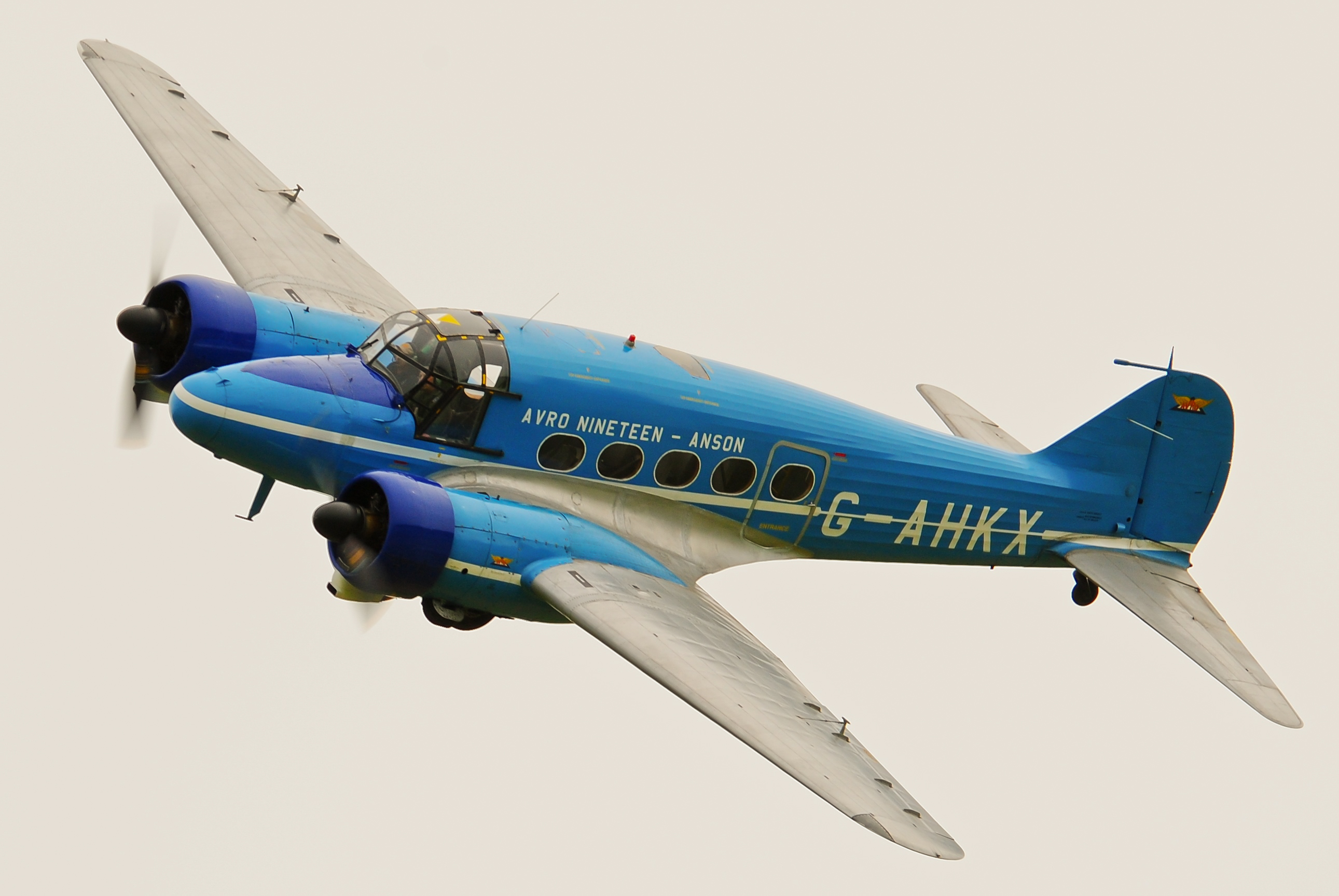
Avro Anson.

| - Airspeed Consul - Airspeed Courier - Airspeed Envoy - Airspeed Oxford - Airspeed Queen Wasp - Airspeed Viceroy - Avro 626 - Avro 652 - Avro Anson - Blackburn Lincock - Bristol Bulldog - CASA C-201 Alcotán | - de Havilland Hawk Moth - Edgar Percival Prospector - Handley Page H.P.R.2 - Hispano HS-42 - IAe.22 DL - Kingsford Smith PL.7 - Koolhoven F.K.51 - Marinens Flyvebaatfabrikk M.F.8 - Marinens Flyvebaatfabrikk M.F.10 - Percival Provost (protótipo) - SEA-1 - VEF JDA-10M |